# Formazione dei Pooh
Questa che segue è la lista di tutte le formazioni cambiate dal gruppo pop rock Pooh, dagli esordi fino a oggi. Nonostante la formazione che va dal 1973 al 2009 non sia la prima del gruppo, viene considerata come la formazione storica, in quanto fu quella più duratura e con la quale i Pooh hanno conosciuto i loro maggiori successi, tra cui la vittoria al 40º festival di Sanremo.
Gli avvicendamenti nelle varie formazioni sono mostrati ponendo i nuovi componenti sempre in fondo rispetto ai membri precedenti.

## 1966
- Valerio Negrini - batteria, voce
- Mauro Bertoli - chitarra, voce
- Mario Goretti - chitarra, armonica a bocca, voce
- Roby Facchinetti - organo, pianoforte, voce
- Riccardo Fogli - basso, voce

## 1967-1968
- Valerio Negrini - batteria, voce
- Mario Goretti - chitarra, voce
- Roby Facchinetti - organo, pianoforte, voce
- Riccardo Fogli - basso, voce

## 1968-1971
- Valerio Negrini - batteria, voce
- Roby Facchinetti - tastiere, pianoforte, organo, voce
- Riccardo Fogli - basso, voce
- Dodi Battaglia - chitarra, voce

## 1971-1973
- Roby Facchinetti - minimoog, pianoforte, organo, voce
- Riccardo Fogli - basso, voce
- Dodi Battaglia - chitarra, voce
- Stefano D'Orazio - batteria, percussioni, flauto traverso

## 1973-2009
- Roby Facchinetti - tastiere, pianoforte, organo, mellotron, moog, pianoforte elettrico, clavinet, Minimoog, clavicembalo elettrico, celesta, ARP 2600, Polymoog, Yamaha CS-80, Fairlight, sintetizzatore, fisarmonica, organo elettrico, Fender Rhodes, kazoo, armonica, voce
- Dodi Battaglia - chitarra acustica, chitarra elettrica, chitarra a doppio manico, sitar, chitarra 12 corde, lap steel guitar, chitarra classica, tastiere, pianoforte, fisarmonica, mandolino, steel guitar, voce
- Stefano D'Orazio - batteria, percussioni, flauto traverso, armonica a bocca, campane tubolari, timpani, vibrafono, octapad, voce
- Red Canzian - basso, chitarra, flauto dolce, violoncello, contrabbasso, violino, flauto dolce, pianoforte, mandolino, voce

## 2010-2013
- Roby Facchinetti - tastiere, pianoforte, minimoog, voce
- Dodi Battaglia - chitarra acustica, chitarra elettrica, chitarra a doppio manico, sitar, chitarra 12 corde, lap steel guitar, chitarra classica, tastiere, pianoforte, fisarmonica, mandolino, steel guitar, voce
- Red Canzian - voce, basso, chitarra, flauto dolce, violoncello, contrabbasso, violino, pianoforte, mandolino, voce

## 2015-2020
- Roby Facchinetti - tastiere, pianoforte,  mellotron, minimoog, polymoog, voce
- Dodi Battaglia - chitarra acustica, chitarra elettrica, chitarra a doppio manico, sitar, chitarra 12 corde, lap steel guitar, chitarra classica, tastiere, pianoforte, steel guitar, voce
- Red Canzian - voce, basso, chitarra, flauto dolce, violoncello, contrabbasso, voce
- Stefano D'Orazio - batteria, percussioni, flauto traverso, campane tubolari, timpani sinfonici, vibrafono, octapad, voce
- Riccardo Fogli - voce, chitarra acustica, chitarra elettrica, basso, tamburello

## Dal 2020
- Roby Facchinetti - tastiere, pianoforte,  mellotron, Minimoog, Polymoog, voce
- Dodi Battaglia - chitarra acustica, chitarra elettrica, chitarra classica, tastiere, pianoforte, voce
- Red Canzian - voce, basso, contrabbasso
- Riccardo Fogli - voce, tamburello, chitarra acustica

## Ex Turnisti
- Declam trio di fiati (1986-1987)
  - Demo Morselli – tromba
  - Gigi Mucciolo – tromba
  - Claudio Pascoli – sassofono tenore
  - Amedeo Bianchi – sassofono contralto
- Tommy Emmanuel – chitarra acustica (2001)
- Steve Ferrone – batteria, percussioni (2010)
- Ludovico Vagnone – chitarra (2010-2011)
- Punto Rec Strings - orchestra (2012)
- Ensemble Symphony Orchestra (diretta dal Maestro Giacomo Loprieno) – orchestra (2012-2013)

## Turnisti attuali
- Danilo Ballo – tastiere, cori  (2010-2013; 2023-presente)
- Phil Mer – chitarra, batteria (2011-2013; 2023-presente)